# Voka
Voka – okręg miejski w Estonii, w prowincji Virumaa Wschodnia, w gminie Toila.